# شهرستان گابیلی
شهرستان گابیلی (به لاتین: Gabiley District) یک منطقهٔ مسکونی در سومالی‌لند است که در مارودی جیکس واقع شده‌است.